# 激微波

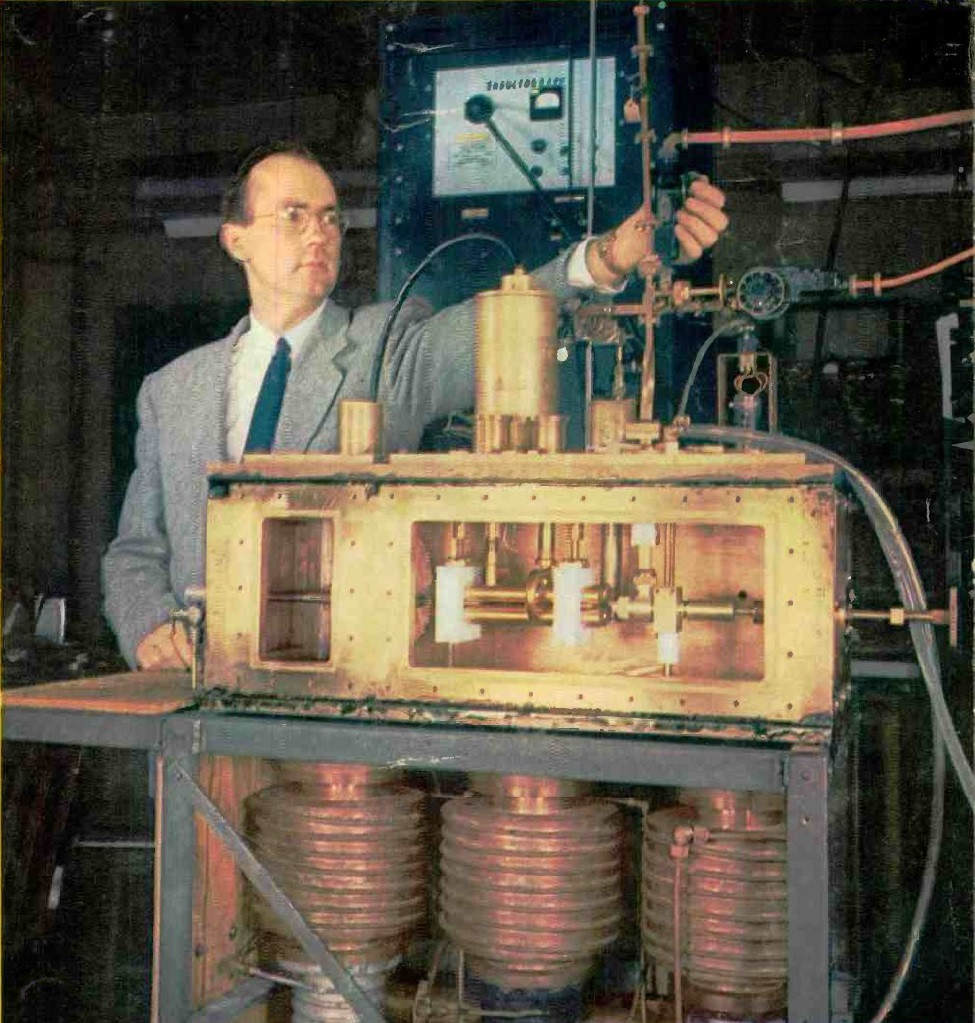
第一个氨丙烷激微波器原型和发明家查尔斯·汤斯。 The ammonia nozzle is at left in the box, the four brass rods at center is the quadrupole state selector, and the resonant cavity is at right. The 24 GHz microwaves exit through the vertical waveguide Townes is adjusting. At bottom are the vacuum pumps.

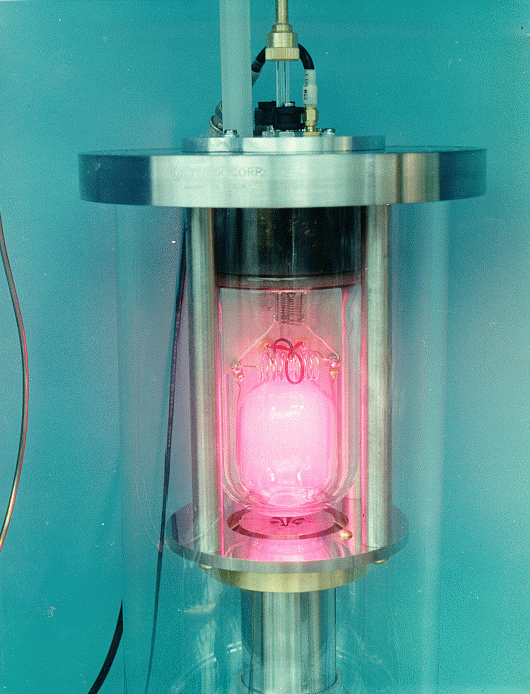
一台氫微波激射器

激微波（英語：MASER），音譯為邁射，意譯為激微波或微波激射器，是受激放大微波辐射（英語：Microwave Amplification by Stimulated Emission of Radiation）的头字母。它指通过受激辐射放大和必要的反馈，产生同一波寬、准直、相干的微波的过程及仪器。
利用激微波原理的「惰性氫微波激射器原子鐘」，可製作「比銣原子鐘精確十倍，每三百萬年還差不到一秒」的原子鐘。

## 参看
- 受激辐射
- 激光
- 天文物理邁射